# Герман фон Гельмгольц
Герман Людвіг Фердинанд фон Гельмгольц (нім. Hermann Ludwig Ferdinand von Helmholtz; 31 серпня 1821, Потсдам — 8 вересня 1894, Шарлоттенбург) — німецький фізик, фізіолог та психолог.

## Біографія
Народився в сім'ї вчителя. Вивчав медицину в королівському медично-хірургічному інституті в [
Берліні. Обов'язковою для випускників цього інституту була восьмирічна військова служба, яку Гельмгольц почав у 1843 році в Потсдамі, як військовий лікар. За рекомендацією Александера фон Гумбольдта йому було дозволено передчасно залишити військову службу і почати викладати в 1848 році анатомію в берлінській академії. 1849 року Гельмгольца запрошено в Кенігсберг, де присвоєне вчене звання професора фізіології і патології. З 1855 року він завідував кафедрою анатомії і фізіології в Бонні, з 1858 року — кафедрою фізіології в Гайдельберзі. 1870 року він став членом Прусської академії наук.
З 1871 року отримав вчене звання професора фізики і працював у Берліні. 1888 року Гельмгольц став першим президентом Фізико-технічного імперського відомства в Шарлоттенбурзі.
В одній з перших робіт «Про збереження сили» (1847) Гельмгольц, дотримуючись ідеї єдності природи, математично обґрунтував закон збереження енергії і положення про те, що живий організм є фізико-хімічним середовищем, у якому зазначений закон точно виконується. Цей висновок завдав нищівного удару по віталізму. Впроваджуючи фізичні методи в нервово-м'язову фізіологію, Гельмгольц виміряв швидкість поширення збудження в нервовому волокні. Отримані результати започаткували ментальну хронометрію — вивчення часу реакції, однієї з головних тем експериментальної психології, яка зароджувалася. Вони також мали важливий філософський зміст, оскільки розсіювали упередження про те, що нервово-психічні акти як явища особливого порядку відбуваються миттєво і не підлягають виміру. Важливими є роботи Гельмгольца в галузі фізіології органів чуття («Вчення про слухові відчуття як фізіологічну основу теорії музики», 1863; «Фізіологічна оптика», 1867). Ці роботи розкрили причинну залежність відчуттів від впливу зовнішніх подразників на органи чуття. У першій з них було запропонованосистему нотації, яку використовують у музикознавчій літературі дотепер. Водночас Гельмгольц, приймаючи доктрину про «специфічну енергію органів чуття», висунув «теорію ієрогліфів», відповідно до якої відчуття є знаками об'єктивних властивостей речей. У роботах з фізіологічної оптики Гельмгольц приділив велику увагу механізму сприймання просторових відносин. Він висунув на передній план роль м'язових рухів і відчуттів у формуванні просторового образу і запропонував гіпотезу «несвідомих умовиводів», за якою сприймання величини предмета виводилося зі зв'язку між реальною величиною зображення на сітківці і ступенем напруги м'язів, які пристосовують око до відстаней. Гельмгольцове тлумачення просторового бачення було прогресивнішим порівняно з поглядами його супротивників (нативістів), які заперечували первинну роль досвіду в психічному розвитку і вважали просторовість природженою властивістю свідомості. Ідеї Гельмгольца про роль м'яза та почуттєве пізнання творчо розвивав з позицій рефлекторної теорії І. М. Сєченов.

## Цікавий факт
На честь Германа Гельмгольца названо астероїд, відкритий 20 вересня 1993 року.

## Твори
- Über die Erhaltung der Kraft (нім.). Leipzig: Wilhelm Engelmann. 1889.
- Vorlesungen über die elektromagnetische Theorie des Lichts (нім.). Leipzig: Johann Ambrosius Barth. 1897.
- Vorlesungen über die mathematischen Principien der Akustik (нім.). Leipzig: Johann Ambrosius Barth. 1898.
- Vorlesungen über die Dynamik discreter Massenpunkte (нім.). Leipzig: Johann Ambrosius Barth. 1898.
- Dynamik continuirlich verbreiteter Massen (нім.). Leipzig: Johann Ambrosius Barth. 1902.
- Vorlesungen über die Theorie der Wärme (нім.). Leipzig: Johann Ambrosius Barth. 1903.
- Vorlesungen über Theoretische Physik (нім.). Leipzig: Johann Ambrosius Barth. 1903.